# Psychotria veracruzensis
Psychotria veracruzensis är en måreväxtart som beskrevs av David H. Lorence och John Duncan Dwyer. Psychotria veracruzensis ingår i släktet Psychotria och familjen måreväxter. Inga underarter finns listade i Catalogue of Life.